# Maloja (distrikt)
Maloja (distrikt) je distrikt u kantonu Graubündenu u Švicarskoj. Ima 973.61 km² i 17 956 stanovnika. Ime je dobio po alpskom prijelazu Maloja koji spaja Begell i Engadin. Ova mjesta pripadaju tom distriktu:

## Okrug Bergell

### B
- Bondo

### C
- Castasegna

### S
- Soglio
- Stampa

### V
- Vicosoprano

## Okrug Oberengadin
(Gornji Engadin)

### B
- Bever (Graubünden)

### C
- Celerina/Schlarigna

### L
- La Punt-Chamues-ch

### M
- Madulain

### P
- Pontresina

### S
- St. Moritz
- Samedan
- S-chanf
- Sils im Engadin/Segl
- Silvaplana

### Z
- Zuoz